# Neotricula aperta

Neotricula aperta es una especie de caracol de agua dulce, un molusco gastrópodo acuático de la familia Pomatiopsidae. Esta especie sirve como único huésped intermedio para la platija Schistosoma mekongi, que causa la esquistosomiasis de Mekong.

## Distribución
Actualmente, se conoce Neotricula aperta de 31 localidades en Camboya, Laos y Tailandia, que involucran nueve sistemas fluviales. La distribución conocida de Neotricula aperta es desde el sur de Kratié en el río Mekong de Camboya hasta Kong Lor en Savannakhet, en el centro de Laos.
Esta especie se encuentra: 
- A lo largo del río Mekong en Camboya y en el valle superior del río Xe Kong en el noreste de Camboya.[2]
- Laos En el noreste de Tailandia.[2]
- La localidad tipo es Ban Na en la isla Khong, Laos.[3]

## Descripción
Davis et al. dieron una descripción detallada de la anatomía de Neotricula aperta en 1976.
Se han reconocido tres cepas de Neotricula aperta (llamadas α, β y γ), en función del tamaño de la cáscara y la pigmentación del cuerpo.[3] Aunque las tres cepas son susceptibles a Schistosoma mekongi (γ>> β> α), solo la cepa γ es epidemiológicamente significativa.

## Ecología
Neotricula aperta se encuentra exclusivamente sobre rocas (especie epilítica) o sobre madera podrida (especie epixílica).[3] Neotricula aperta se encuentra solo en áreas poco profundas (típicamente de 0,5 a 3 m de profundidad) del río Mekong y algunos de sus afluentes.[3] Los caracoles están restringidos a áreas donde la corriente es moderada (alrededor de 2 × 103 m3/s), el agua es clara y la roca de la cama forma plataformas (casi planas) donde el crecimiento de algas es extenso. Tales condiciones existen solo durante la estación seca en el bajo Mekong (de marzo a mayo) y, por lo tanto, las poblaciones de Neotricula aperta persisten principalmente mediante el reclutamiento (a partir de huevos depositados en piedras el año anterior) o la recolonización de otros ríos, y la transmisión de Schistosoma mekongi es estacional.[3] La densidad de población puede alcanzar hasta 4.734 caracoles por m².
Además, Neotricula aperta no se conoce a partir de aguas de baja conductividad o pH y es calcifílica; el pH de todos los hábitats de Neotricula aperta muestreados hasta la fecha es >7,5 y los sistemas fluviales en los que se encuentran los caracoles siempre han sido aquellos que drenan las áreas kársticas. Más recientemente, se ha encontrado Neotricula aperta en las corrientes primarias que emergen de los manantiales kársticos, cerca de los orígenes de las corrientes.  El caracol Neotricula aperta requiere agua dura para proporcionar el calcio necesario para el rápido crecimiento de las conchas a medida que las poblaciones se restablecen en el río Mekong cada año después de la inundación anual.
Los requisitos ecológicos de Neotricula aperta indican que este caracol no se establecerá en los embalses o canales aguas abajo de las represas en la región y que la inundación de hábitats por embalses eliminará todas las poblaciones de Neotricula aperta de la zona afectada.